# آيت موحند أوعبد الله (آيت حرز الله الشمالية)
آيت موحند أوعبد الله هو دُوَّار يقع بجماعة آيت حرز الله، إقليم الحاجب، جهة فاس مكناس في المملكة المغربية. ينتمي الدوّار لمشيخة آيت حرز الله الشمالية التي تضم 7 دواوير. يقدر عدد سكانه بـ 664 نسمة حسب الإحصاء الرسمي للسكان والسكنى لسنة 2004.

## وصلات خارجية
- البوابة الوطنية للجماعات الترابية
- المندوبية السامية للتخطيط